# Đurakovo
Đurakovo es un pueblo ubicado en el municipio de Veliko Gradište, en el distrito de Braničevo, Serbia.

## Superficie
Posee una superficie de 6,748 kilómetros cuadrados.

## Demografía
Hasta 2022 la población era de 249 habitantes,  con una densidad de población de 36,90 habitantes por kilómetro cuadrado.